# El Kala
El Kala är en ort i Algeriet.   Den ligger i provinsen El Tarf, i den nordöstra delen av landet, 500 km öster om huvudstaden Alger. El Kala ligger 21 meter över havet och antalet invånare är 35 449.

## Terräng och klimat
Terrängen runt El Kala är huvudsakligen platt, men västerut är den kuperad. Havet är nära El Kala norrut. Runt El Kala är det ganska tätbefolkat, med 139 invånare per kvadratkilometer. El Kala är det största samhället i trakten. Runt El Kala är det i huvudsak tätbebyggt.